# Étienne Bernand
Pour les articles homonymes, voir Bernand.
Étienne Bernand, né le 11 juillet 1923 à Molenbeek-Saint-Jean (Belgique) et mort le 15 février 2013 à Paris, est un égyptologue et un épigraphiste du monde hellénistique français.

## Biographie
Étienne Bernand est le fils d'Alexandre Bernand, fondé de pouvoir et de Gabrielle Linck. Veuf de Marie Baladi, il se remarie le 4 janvier 1996 à Germaine Baladi (un enfant adoptif : Monique). Il a un frère jumeau, André, avec lequel il va partager sa passion de l'Égypte, menant ensemble les mêmes études, les mêmes travaux de recherche. Étienne y consacre toutes ses publications, alors qu'André travaillera aussi sur des sujets de société.
Après des études au lycée Buffon, hypokhâgne et khâgne au lycée Louis-le-Grand et faculté des lettres de Paris, il est admis en 1945 à l'École normale supérieure (ENS). Il obtient une licence en philosophie, l'agrégation de lettres classiques et soutient une thèse de doctorat ès lettres. Il se lie particulièrement d'amitié avec Henry Bouillier et Alain Touraine.
Il est membre de l’Association des études grecques et de la Société française d'égyptologie.

## Carrière universitaire
- Professeur à l’université Ain Shams au Caire (1950-1956)
- Membre de l'Institut français d'archéologie orientale (Ifao) du Caire (1953-1954)
- Attaché puis chargé de recherche au Centre national de la recherche scientifique (CNRS) (1956-1964)
- Maître de conférences puis professeur (1965-1991) de langue et littérature grecques à la faculté des lettres de Besançon
- Professeur émérite des universités (1992)

## Honneurs

### Distinctions
- Chevalier de la Légion d'honneur[Quand ?]
- Chevalier de l'ordre national du Mérite
- Commandeur de l'ordre des Palmes académiques

### Prix et récompenses
- médaille d'argent du Centre national de la recherche scientifique (CNRS) (1969)
- prix G. Mendel (1961)
- prix Ambatielos de l’Académie des inscriptions et belles-lettres (1970)
- prix Zographos de l'Association pour l'encouragement des études grecques